# 예우헨 마르추크
예우헨 키릴로비치 마르추크(우크라이나어: Євген Кирилович Марчук, 1941년 1월 28일~2021년 8월 5일)는 우크라이나의 정치인이다. 자신의 정치 경력 동안 초대 보안국 국장(1991년~1994년), 제4대 총리(1995년~1996년), 국방부 장관(2003년~2004년) 등을 역임하였다.
마르추크는 자신의 부인에 의하여 편집된 우크라이나의 신문〈덴〉과 제휴되었다. 마르추크는 우크라이나 육군의 장군 계급을 가졌다. 1994년 3월 23일 이래 우크라이나 육군의 장군이었다.

## 생애
예우헨 마르추크는 제2차 세계 대전이 일어나기 곧 전에 중부 우크라이나에서 농민 가족에게 태어났다. 1963년 크로피우니츠키 교육한 대학으로부터 졸업에 마르추크는 KGB에 의하여 징집되었고 그 조직의 계급들을 통하여 꾸준히 상승하였다. 복무의 총 31년 동안 그는 처음에 작전 장교로서 키로보흐라드주에서, 그러고나서 정보와 첩보 장교로서 키에프에 있는 우크라이나 소비에트 사회주의 공화국 KGB 지접에서 복무하였다. 하지만 그는 인도적 합법적인 요원으로 지내온 것을 주장하여 비밀적으로 가혹한 박해로부터 어떤 우크라이나의 반체제 인사들을 보호하였다.
1990년대 초반에 마르추크는 새롭게 설립된 우크라이나의 독립에 충성하는 데 나타난 첫번째 고위의 KGB 장교들 중의 하나이자 1991년 11월부터 1994년 7월까지 우크라이나 보안원의 초대 국장으로서 지낸 우크라이나 첩보원 (후에 우크라이나 보안원)의 개혁자들 중의 하나였다. 처음에 그는 국방보안국의 우크라이나 소비에트 사회주의 공화국 장관으로 임명되었다. 그 직위는 지방 KGB, 밀리치야와 육군이 아직도 1991년까지 모스크바로 종속되었을 때까지 실제적 권력을 보유하지 않았다. 그러고나서 소련이 붕괴되어 마르추크의 KGB 복무를 끝냈고, 그는 우크라이나의 독립 정부에서 완전히 참가할 수 있었다. 1994년까지 우크라이나 보안원의 우두머리를 맡았다.
1994년 우크라이나 국회의원 선거에서 마르추크는 전직 대통령 레오니드 크라우추크를 포함했던 자유주의 사회적 시장 선택 파벌의 우두머리가 되었다. 1995년 3월 1일 마르추크는 임시 대행 총리로 임명되어 비탈리 마솔 내각에서 초대 부총리의 직위를 유지하였다. 그는 이후에 6월 8일 총리 직위로 승진되었다. 그는 7월 3일 확신된 자신의 내각을 형성하였다. 최고 라다(1995년 12월)로 선출된 후, 그는 1996년 5월 27일 사임하였다. 마르추크와 전직 대통령 크라우추크는 1998년 선거가 열리기 전에 우크라이나 사회민주당(통합)의 당원들이 되었다. 그해 4월부터 12월까지 그는 당수였다. 7월부터 마르추크는 사회 정책과 노동에서 국회 위원회를 이끌었다.
1999년 대통령 선거에서 우크라이나 사회민주당 (통합)이 마르추크를 지지하는 데 거부했을 때 그는 자신의 사회민주연합을 창조하러 탈당하였다. 그는 대통령 선거에서 무소속으로 출마하여 선거의 첫 순회에서 투표의 8.13%와 함께 5위에 왔고, 재선된 레오니드 쿠치마 대통령에 의하여 우크라이나 국가안전보장·국방회의의 서기로 임명되었다.
1999년 11월 10일부터 2003년 6월 25일까지 마르추크는 우크라이나 국가안전보장·국방회의의 서기였다 (2009년 6월까지 그는 정보 정책에 회의의 기관간 위원회의 의장에 머물렀다). 후에 그는 2003년 6월부터 2004년 9월까지 우크라이나의 국방부 장관이었다.
2006년 국회의원 선거가 열린 동안 마르추크는 투표의 0.06% 만을 얻어 국회로 이루지 않은 선거 동맹 (선거구 결합 "에우헨 마르추크" - "올렉산드르 오멜첸코의 단일", 그의 당 자유의 당을 포함)을 지도하였다.
2008년 5월 마르추크는 빅토르 유셴코에 개인 고문들 중의 하나로 임명되었다.
2015년 6월 그는 페트로 포로셴코 대통령에 의하여 우크라이나에 3자 접촉 단체의 부분군들 중의 하나에 우크라이나 특별 대표로 임명되었다. 마르추크는 2018년 11월부터 2019년 5월까지 3자 접촉 단체에서 다시 우크라이나를 대표하였다.

## 사망
마르추크는 2021년 8월 5일 80세의 나이로 사망하였다. 우크라이나 보안원 보고에 의하면 코로나바이러스감염증-19에 의한 허파 심부전으로 사망하였다고 한다.